# Catholic Encyclopedia

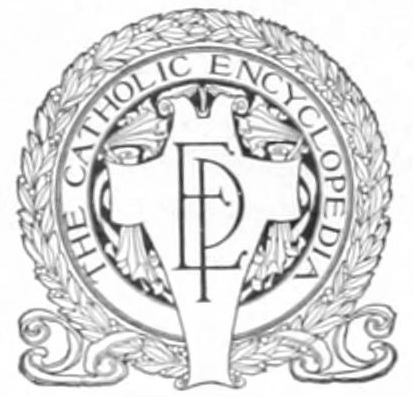
Logo The Catholic Encyclopedia

Catholic Encyclopedia – encyklopedia katolicka wydana w latach 1907–1912 w Stanach Zjednoczonych.

## Założenia programowe
Catholic Encyclopedia powstała w celu dostarczenia swoim czytelnikom informacji na temat działań i doktryny i nauki Kościoła katolickiego. Od encyklopedii ogólnej różni się ona tym, iż pomija fakty i informacje niemające związku z Kościołem, choć z drugiej strony nie jest ona wyłącznie encyklopedią kościelną ani też nie ogranicza się do nauk Kościoła, ani do działań jego ludzi. Stanowi zapis wkładu katolików w intelektualny i artystyczny rozwój ludzkości, dokumentując osiągnięcia katolickich artystów, pedagogów i uczonych.
Encyklopedia pomyślana została jako przedsięwzięcie całkowicie nowe, a nie jako tłumaczenie lub kompilacja wiadomości z innych encyklopedii. Jej wydawcy zabiegali o to, żeby napisane artykuły zawierały najnowsze i najdokładniejsze informacje, możliwe do uzyskania z reprezentatywnych dzieł na dany temat. Autorzy zostali wybrani ze względu na swoją specjalistyczną wiedzę i umiejętności w przedstawieniu tematu; oni też obarczeni zostali odpowiedzialnością za napisane przez siebie artykuły. Pochodząc z różnych części świata, nadali tworzonemu dziełu charakter międzynarodowy.

## Historia wydania
W styczniu 1905 powołana została rada wydawców (Board of Editors) w składzie: 
- Charles G. Herbermann, profesor łaciny i bibliotekarz akademicki College of the City of New York,
- Edward A. Pace, profesor filozofii The Catholic University of America w Waszyngtonie,
- Condé B. Pallen, wydawca
- Thomas J. Shahan, profesor historii Kościoła The Catholic University of America
- John J. Wynne, wydawca czasopisma The Messenger

Catholic Encyclopedia została wydana w 15 tomach w latach 1907–1912 przez wydawnictwo Robert Appleton Company. W 1913 wydawca, pod zmienioną nazwą, Encyclopedia Press, Inc., wydał nową edycję. W 1914 ukazał się Index jako tom 16.

### Pierwsze wydanie
Pierwsze wydanie Catholic Encyclopedia opublikowało specjalnie powołane w tym celu wydawnictwo Robert Appleton Company.
1. Volume 1 (1907), hasła: Aachen – Assize
2. Volume 2 (1907), hasła: Assize – Brownr
3. Volume 3 (1908), hasła: Brow – Clancy
4. Volume 4 (1908), hasła: Cland – Diocesan
5. Volume 5 (1909), hasła: Diocese – Fathers
6. Volume 6 (1909), hasła: Fathers – Gregory
7. Volume 7 (1910), hasła: Gregory – Infallibility
8. Volume 8 (1910), hasła: Infamy – Lapparent
9. Volume 9 (1910), hasła: Laprade – Mass
10. Volume 10 (1911), hasła: Mass – Newman
11. Volume 11 (1911), hasła: New Mexico – Philip
12. Volume 12 (1911), hasła: Philip – Revalidation
13. Volume 13 (1912), hasła: Revelation – Simon Stock
14. Volume 14 (1912), hasła: Simony – Tournely
15. Volume 15 (1912), hasła: Tournon – Zwirner